# Bulicame Regio
La Bulicame Regio è una formazione geologica della superficie di Io.
È intitolata al Bulicame, sorgente d'acqua sulfurea nominata nell'Inferno di Dante.